# Vincenzo Carollo
Vincenzo Carollo (Castelbuono, 8 dicembre 1920 – Palermo, 7 febbraio 2013) è stato un politico italiano, ex presidente della Regione Siciliana e senatore per quattro legislature, ed è noto inoltre poiché il suo nome compare nella lista tra i primi appartenenti alla loggia P2, con tessera n° 295.

## Biografia
Assistente di Etnologia all'Università di Palermo, già segretario provinciale della DC di Palermo.
Nel 1955 è eletto deputato all'Assemblea regionale siciliana nella lista DC. Riconfermato nel 1959, nel 1960 è assessore all'agricoltura e nel 1961 al 1964 al lavoro, e dal 1964 al 1967 agli enti locali. Il 29 settembre 1967 è eletto presidente della Regione. Guiderà due governi, fino al 26 febbraio 1969.
Rieletto all'Ars nel 1971 per la quinta volta , si dimette il 7 marzo 1972 per candidarsi al Senato della Repubblica dove è eletto senatore nel collegio delle Madonie, dalla VI alla IX legislatura.
Con una interrogazione parlamentare del 1977, sul comportamento della Banca d'Italia, ha innescato una indagine della magistratura che ha portato nel 1979 all'ingiusto arresto di Mario Sarcinelli e del governatore Paolo Baffi, successivamente scagionati. 
Dal Senato si dimette nel 1986.
Fu sindaco di Castelbuono, incarico che ha mantenuto dal 1969 al 1983.